# Abū Lahab
Abu Lahab (arabisch أبو لهب, DMG Abū Lahab ‚Vater der Flamme‘; gest. 624) war ein Onkel und unversöhnlicher Gegner des Propheten Mohammed. Er und seine Frau werden in der Koransure 111, die – neben anderen – auch seinen Namen trägt, verdammt. Sein voller Name lautete عبد العزى بن عبد المطلب / ʿAbd al-ʿUzzā b. ʿAbd al-Muṭṭalib.

## Leben und Familie
Abū Lahab war ein Sohn von ʿAbd al-Muttalib und einer der Anführer der Quraisch. Die Überlieferungen beschreiben ihn als großen, korpulenten Mann, der leicht in Zorn entflammte.
Die Mutter Abū Lahabs hieß Lubna bint al-Hārith. Seine Frau hieß Umm Dschamīl bint Harb b. Umaiya und hegte eine heftige Abneigung gegen den Propheten. Sie gebar Abū Lahab drei Söhne. Umm Dschamīl erhielt in Anspielung auf Koran 111:4 den Spottnamen „die Brennholzträgerin“. Zwei dieser Söhne, Utba ibn Abī Lahab und Utayba ibn Abī Lahab, waren zwischenzeitlich mit zwei Töchtern Mohammeds, Umm Kulthūm bint Muhammad und Ruqayya bint Muhammad, verheiratet.

## Die Koransure
Abū Lahab war einer der beiden Zeitgenossen Mohammeds, die im Koran namentlich erwähnt werden. Es gilt als unzweifelhaft, dass Abū Lahab in der Vorgeschichte dieser Sure Mohammed vielfach angefeindet hat. Theodor Nöldeke schildert den Hintergrund dieser Sure folgendermaßen:
„Als eine der ältesten Offenbarungen gilt allen Sūra 111. Hinsichtlich ihrer Veranlassung stimmen die meisten Traditionen in folgenden Zügen überein: Muhammed rief nach langem Zaudern endlich seine Landsleute, oder, nach wahrscheinlicherem Berichte, sein Geschlecht, die Banū Hāšim, zusammen, und forderte sie auf, sich zu Gott zu bekehren. Aber sein Vatersbruder ʿAbd-alʿuzzā b. ʿAbd-almuṭṭalib, genannt Abū Lahab, sprach: تبّا لك أَلِهذا دعوتَنا؟ ‚Geh zum Henker, hast du uns darum zusammengerufen?‘ Auf diese Worte, des in der Familie sehr angesehenen Mannes, die sicher nicht so schlimm gemeint waren, wie sie klingen, trennte sich die Versammlung, weil sie keinen Sinn in Muhammad's Reden fand. Da schleuderte der Prophet mit den Worten der Sur. 111 gegen Abū Lahab und sein ganzes Haus eine schwere Verwünschung, wodurch er sich ihn zum  heftigsten Feinde machte.“
Die Sure öffnet mit ähnlichen Worten wie die Verwünschung aus dem Munde Abū Lahabs:
„Dem Verderben seien die Hände Abū Lahabs preisgegeben! Dem Verderben sei er (mit seiner ganzen Person) preisgegeben! Was nützt ihm sein Vermögen, und was er erworben hat? Er wird (dereinst) in einem lodernden Feuer schmoren, (er) und seine Frau, die (elende) Brennholzträgerin.“

## Tod
Abu Lahab erkrankte an Pocken. Er starb im Jahre 624 n. Chr. zwei Jahre nach der Hidschra, kurz nachdem ihn die Kunde der Niederlage der Mekkaner in der Schlacht von Badr erreicht hatte. In einer Überlieferung heißt es: „Abu Lahab lebte nach diesem Vorfall nur noch sieben Tage, dann tötete ihn Gott durch giftige Blattern.“

## Theologie
In der islamischen Theologie werden Sure 111 und Abū Lahab als Typus herangezogen, um die Frage der Vorherbestimmung des Menschen (Prädestinationslehre) im Zusammenhang mit der Lehre vom unerschaffenen Koran zu diskutieren. Denn Sure 111 verflucht Abū Lahab aufgrund seiner Taten. Ist der Koran unerschaffen und vor aller Zeit, dann hat entsprechend auch schon vor aller Zeit festgestanden, dass die Taten des  Abū Lahab fluchwürdig sind, und war dieser nicht frei, Muslim zu sein, sondern musste den Propheten bekämpfen. Umgekehrt setze daher die Lehre über die Willensfreiheit voraus, dass der Koran kontingent und mithin erschaffen ist.